# Тольяттинский театр кукол
Тольяттинский театр кукол — кукольный театр в Тольятти (до 2018 года носил название «Пилигрим»).

## История
Профессиональный кукольный театр появился в Тольятти в 1973 году. Инициатором выступил главный режиссёр Куйбышевского театра кукол народный артист России Роман Ренц. Он пригласил артистов и специалистов из Омска, Оренбурга, Куйбышева и Саратова.
25 октября 1973 года был сыгран премьерный спектакль: «Ты для меня» по пьесе Сапгира Г. В. в постановке режиссёра-кукольника Савелия Уралова.
В течение 10 лет со дня основания театр не имел собственной сцены, спектакли игрались в школах, детских садах, домах культуры. Театр размещался сначала на квартире в здании по ул. Новозаводская, затем в здании музыкальной школы на ул. Победы, 44. В 1983 году театру передано здание на площади Свободы, во многом благодаря ходатайству Сергея Образцова, хорошо знакомого со многими членами труппы. В 1984 году он приезжал в театр и проводил творческие встречи.
Первым художественным руководителем театра стал Савелий Романович Уралов, учившийся у Образцова.
Следующим заметным руководителем театра стал Александр Розенгартен, возглавивший театр в 1980 году. При нём театр активно гастролировал по городам СССР. Его спектакль «Куда, ты, жеребёнок?» принимал участие в фестивале болгарской драматургии. В 1988 году на Всероссийском фестивале, посвящённом 70-летию детских театров, «Пилигрим» со спектаклем «Лиса, Заяц и Петух» был признан одним из 12 лучших театров РСФСР. Всего Розенгартеном было поставлено 15 спектаклей.
В 1991 году театр перешёл на контрактные отношения с администрацией города и получил статус муниципального.
Сегодня главным режиссёром театра является Янина Дрейлих. В театре служила обладательница звания «Заслуженный артист России» Надежда Владимировна Никулина.

## Деятельность
За 45 лет в театре было поставлено более 100 спектаклей, театр гастролировал во многих городах России. В Автозаводском и Комсомольском районах города регулярно проходят выездные спектакли.
В начале лета 2007 года в театре «Пилигрим» состоялся первый фестиваль театров кукол Поволжья, в котором приняли участие театры из Казани, Уфы, Набережных Челнов, Кирова, Ульяновска, Самары, Пензы, Йошкар-Олы и Саранска.
Театр кукол был в числе победителей губернского конкурса «Самарская театральная муза» в 2013—2016 годах, 2-го Межрегионального фестиваля «Волга — театральная» в 2015 году.
В 2019 году в Тольяттинском театре кукол белорусский режиссёр Александр Янушкевич поставил спектакль «Повесть временных лет», номинированный на премию «Золотая маска».

## Здание
Здание театра построено в 1958 году по адаптированному институтом «Ленгипрогор» проекту архитектора Михаила Сергеевича Шаронов. Является объектом культурного наследия регионального значения "Ансамбль застройки площади «Свободы». Архитектура зданий, формирующих ансамбль застройки площади, характерна для советского неоклассицизма.
В прошлом здание занимал Дворец культуры им. Ленинского комсомола, самодеятельный театр оперетты.
Здание театра было отремонтировано в 2007 году. Планировалось, что в 2008 году будет спроектирован, а в 2009 начнётся строительство пристроя для театра, который позволит существенно расширить его площади., однако это начинание не было реализовано.